# Missa Brevis (Britten)
Benjamin Britten voltooide zijn Missa Brevis op 24 mei 1959. Het werk is geschreven voor koorleider en organist George Malcolm. Hij was jarenlang leider van het koor van Westminster Cathedral, maar ging rond 1959 met pensioen. Voor de combinatie driestemmig jongenskoor met drie solostemmen en orgel schreef Benjamin naar eigen zeggen in één dag deze mis. Britten hield daarbij de klassieke indeling aan, waarbij hij de “delen” Sanctus en Benedictus aan elkaar koppelde. De indeling zag er als volgt uit:
1. Kyrie (gespeeld in D majeur en fis mineur)
2. Gloria (gespeeld in F majeur tegenover D majeur/fis mineur)
3. Sanctus – Benedictus (D lydisch tegenover F en Fis majeur, later G majeur en C majeur
4. Agnus Dei (in d mineur)

Malcolm gaf op 22 juli 1959 de eerste uitvoering van deze tien minuten durende mis met zijn Westminster Choir.

## Discografie
Het is een populair werk van Britten, ook voor wat betreft opnamen, veel koren hebben het opgenomen, ook bijvoorbeeld een koor van het Conservatorium van Toulouse. Verreweg de meest uitgaven waren bestemd voor de Britse markt.
- Uitgave Chandos: Finzi Singers o.l.v. Paul Spice in 1996, zij zongen het met een gemengd koor en dus drie damessopranen als solisten)